# Mentuhotep I
Mentuhotep – książę, władca nomu tebańskiego z czasów końca Pierwszego Okresu Przejściowego. Panował prawdopodobnie w latach 2119–2110 p.n.e. Uważany za założyciela XI dynastii. Według Listy Królewskiej z Karnaku był nomarchą tebańskim, a jego poprzednikiem był Intef, zwany synem Iku, uważany za protoplastę XI dynastii.
VIII dynastia, według Manethona była dynastią memficką. Władcy tejże dynastii podejmowali bezskuteczne próby zjednoczenia podzielonego kraju. W czasach jej schyłku i już po jej upadku wykształtowały się dwa zdecydowanie wiodące ośrodki władzy; jeden w Herakleopolis, którego władcy tworzą IX i X dynastię oraz drugi w Tebach, skupiający władców XI dynastii. Wojna o panowanie nad coraz większymi terytoriami pomiędzy władcami Północy i Południa trwała nieprzerwanie od upadku VIII dynastii, około pięćdziesiąt lat. W tym czasie władcy Herakleopolis zmagali się najpierw z siłami Południa, skupionymi wokół nomarchy Koptos, którym początkowo podlegał także nom tebański, a później po przejęciu przez nich prymatu na Południu, z nomarchami Teb. Prawdopodobnie to władca Herakleopolis - Cheti I podporządkował sobie nomy Górnego Egiptu, a Herakleopolis uczynił swą stolicą. Prawdopodobnie Mentuhotep podejmował próby wyzwolenia się spod jego władzy i około roku 2119 p.n.e. zdołał osiągnąć zamierzany cel i objął niezależną władzę w Tebach, dając tym samym początek nowej dynastii, której kolejni członkowie będą nosili tytuł króla Górnego i Dolnego Egiptu. Sam Mentuhotep I nie używał tytułów królewskich, a dopiero jego potomkowie uważali go za króla i założyciela dynastii, zapisując jego imię w kartuszu. W czasach XII dynastii otaczano go kultem. To właśnie z tych lat pochodzi, nadane mu imię horusowe Tepy-a - Tepia, oznaczające Przodka (od którego wywodzi się dynastia).
Istnieją poglądy identyfikujące Mentuhotepa I z Mentuhotepem II, według których był on założycielem XI dynastii i twórca Średniego Państwa.  Jednakże zdecydowana większość badaczy uważa, iż początek Średniego Państwa rozpoczyna zjednoczenie Obu Krajów, dokonane przez prawnuka Mentuhotepa I, Mentuhotepa II Nebhepetre.

## Tytulatura
| G5 |

| G5 |

| tp · p · Z1 · a |

| tp · p · Z1 · a |

| tp · p · Z1 · a |

| tp · p · Z1 · a |

| G5 |

| G5 |

| tp · p · Z1 · a |

| tp · p · Z1 · a |

| tp · p · Z1 · a |

| tp · p · Z1 · a |

| G39 | N5 |

| G39 | N5 |

| M17 | t · Z1 · f | R8A | Y5 · n · V13 | w | R4 · t · p | O29V | s | sti | t · t | nb · t | Ab | b | N25 · O49 | mr | M17 | M17 |

| M17 | t · Z1 · f | R8A | Y5 · n · V13 | w | R4 · t · p | O29V | s | sti | t · t | nb · t | Ab | b | N25 · O49 | mr | M17 | M17 |

| M17 | t · Z1 · f | R8A | Y5 · n · V13 | w | R4 · t · p | O29V | s | sti | t · t | nb · t | Ab | b | N25 · O49 | mr | M17 | M17 |

| M17 | t · Z1 · f | R8A | Y5 · n · V13 | w | R4 · t · p | O29V | s | sti | t · t | nb · t | Ab | b | N25 · O49 | mr | M17 | M17 |

| G39 | N5 |

| G39 | N5 |

| M17 | t · Z1 · f | R8A | Y5 · n · V13 | w | R4 · t · p | O29V | s | sti | t · t | nb · t | Ab | b | N25 · O49 | mr | M17 | M17 |

| M17 | t · Z1 · f | R8A | Y5 · n · V13 | w | R4 · t · p | O29V | s | sti | t · t | nb · t | Ab | b | N25 · O49 | mr | M17 | M17 |

| M17 | t · Z1 · f | R8A | Y5 · n · V13 | w | R4 · t · p | O29V | s | sti | t · t | nb · t | Ab | b | N25 · O49 | mr | M17 | M17 |

| M17 | t · Z1 · f | R8A | Y5 · n · V13 | w | R4 · t · p | O29V | s | sti | t · t | nb · t | Ab | b | N25 · O49 | mr | M17 | M17 |